# Batomys dentatus
Batomys dentatus là một loài động vật có vú trong họ Chuột, bộ Gặm nhấm. Loài này được Miller mô tả năm 1911.

## Hình ảnh

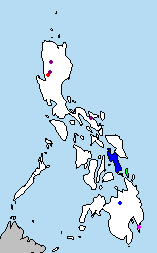